# Коровкино (Матюшкинская волость)
Коровкино — деревня в Опочецком районе Псковской области. Входит в состав Матюшкинской волости.
Расположена на правом берегу реки Великая, в 15 км к северу от города Опочка и в 6 км к юго-востоку от волостного центра, деревни Матюшкино.
Численность населения составляет 28 жителей (2000 год).